# William Parsons Rosse
William Parsons Rosse (York, Yorkshire, 17. lipnja 1800. – 31. listopada 1867.) bio je irski astronom i plemić. Nositelj je naslova vitez Reda sv. Patrika. Otac je astronoma Lawrencea Parsonsa.
Smrću svog oca 1841. godine, naslijedio je naslov earla, postavši 3. earl of Rossea. Prije toga njegov je naslov bio lord Oxmantown. 
Bio je jednim od izabranih peera irskih plemića u Domu lordova. Službovao je kao lord lieutenant okruga Uíbh Fhailí (ondašnji Kraljev okrug, King's County), okruga u kojem je imao veliki posjed. Iste je dužnosti obnašao i njegov sin.
1845. je napravio 72-palčani (183 cm) teleskop Leviathan of Parsonstown u mjestu Birru, mjesto kojeg poslije znamo kao Parsonstown u grofoviju Offaly. Teleskop je bio najveći svjetski teleskop sve do ranih godina 20. stoljeća.
Sin mu je objavio otkrića u djelu Observations of Nebulae and Clusters of Stars Made With the Six-foot and Three-foot Reflectors at Birr Castle From the Year 1848 up to the Year 1878 u Scientific Transactions of the Royal Dublin Society Vol. II, 1878. U njemu je bilo 226 objekata iz Novog općeg kataloga.